# 小行星3863
小行星3863（3863 Gilyarovskij）是一颗绕太阳运转的小行星，为主小行星带小行星。该小行星于1978年9月26日发现。

## 轨道参数
小行星3863的轨道半长轴为2.3247987 UA，离心率为0.149。